# Pueblo Solis
Pueblo Solis, nicht zu verwechseln mit dem nahegelegenen Solís, ist eine Ortschaft in Uruguay.

## Geographie
Sie befindet sich auf dem Gebiet des Departamento Maldonado in dessen Sektor 5. Nächstgelegener Ort ist südöstlich Gregorio Aznárez.

## Infrastruktur
Durch Pueblo Solis führt die Ruta 9, auf die dort die Ruta 20 trifft.

## Einwohner
Pueblo Solis hatte 2011 61 Einwohner. Für die vorhergehenden Volkszählungen der Jahre 1963, 1975, 1985, 1996 und 2004 sind beim Instituto Nacional de Estadística de Uruguay keine Daten erfasst worden.
| Jahr | Einwohner |
| ---- | --------- |
| 1996 | -         |
| 2004 | -         |
| 2011 | 61        |

Quelle: Instituto Nacional de Estadística de Uruguay